# Gyldenlæder
Gyldenlæder er en væg- og møbelbeklædning udført af dyrehuder, som gennem en forarbejdningsproces fremstår med dekorative mønstre og en gylden skinnende overflade.

## Forhistorie
Gyldenlæderets oprindelse skal højst sandsynlig findes blandt de nordafrikanske maurere, der begyndte med at punsle mønstre ind i læder, samt male og forgylde dem. Maurerne bragte gyldenlæderet med til Spanien, hvor man har kendskab til teknikken i 800-tallet. Byen Cordoba blev centeret for en egentlig industri, hvor man producerede mønstrede læderduge, kaldet corduanes efter byen. Engang i middelalderen begynder man at producere gyldenlæder som vægtapeter, såkaldte guadameciles. Der var ikke tale om fastnaglede tapeter, men snarere vægforhæng, der nemt kunne flyttes og medbringes på rejser.

## Gyldenlædertapet
Det var først i renæssancen, at man begyndte at fastgøre gyldenlæderet permanent til væggene. Men modsat papirtapeter blev de ikke limede til væggen. De enkelte "blade", som gyldenlæderstykkerne kaldes, blev syet sammen og udspændt på et træskelet sat uden på væggen.

## Teknik

### Dyrehuder
Udgangspunktet var naturligvis dyrehuder. Tre typer dyrehuder var anvendelige; får, geder og kalve. Af disse var kalveskindene de bedste og tillige de største. En udbredt skrøne på danske herregårde, eksempelvis på Rosenholm og Voergaard, fortæller, at det var vildsvinene i herregårdens skove, der måtte lade livet for at herremanden kunne få sit prægtige tapet. Den kedelige sandhed er dog, at vildsvinelæder er ganske uegnet, samt at vildsvinet næsten var udryddet i Danmark i gyldenlæderets storhedstid i 1700-tallet.
Skindene skulle først garves for at sikre dem længere holdbarhed og gøre dem mindre velsmagende for skadedyr. Man anvendte ren egebark, hvorved megen garvesyre blev siddende i læderet. Herefter lagdes læderet i blød en nat, og dagen efter blev det slået mod en sten gentagne gange, hvorved læderet blev smidigt. Herefter blev skulle det udrettes, hvilket skete ved trække det i facon over en stor plan stenflise. Skindene blev skåret til i det ønskede format, dog i et mindre overmål, således der blev en kant for den senere sammensyning.

### Forsølving
Herefter skulle læderet forsølves. Trods navnet anvendte man aldrig guld på gyldenlæder. Den gyldne farve fremkommer ved lakering. Forsølvingen skete ved at pålime ganske tynde sølvblade på skindets hårside (narvsiden). Pergamentlimen blev gnedet ind i læderet, hvorefter det skulle tørre en anelse inden sølvebladene lagdes på. Arbejdet var noget delikat, da sølvbladet skulle have en ret præcis tykkelse. Blev sølvbelægningen for tynd, ville læderet skinne igennem. Og blev sølvbelægningen for tyk, var det umuligt at fæste sølvet til læderet. Herefter skulle de forsølvede læderblade tørre inden man foretog en polering. For at undgå sølvet skulle anløbe, påførte man siet æggehvide, der skulle gnides ind med hånden.

### Fra sølv til guld
For at få den gyldne farve skulle det sølvbelagte skind nu behandles med en guldlak. Recepten på denne lak var gyldenlædermagerens store hemmelighed, men man ved, at grundmaterialet var linolie, som efter indkogning og nedkøling tilsattes forskellige typer harpiks, eks. mastiks, sandarak, elemiharpiks eller kolofonium. Farvestofferne var aloëharpiks og safran.

## Steder at se gyldenlæder
Et lædertapet vil med tiden blive noget stift og mørt. Der opstod revner, især på væggens øverste gyldenlædersblade, da disse var belastet af vægten af de underneden siddende. Derfor var det normalen, at tapeterne skulle genmonteres efter en 50-100 år. I sådan en proces blev mange blade kasseret på grund af brystfældighed, og det blev derved svært at dække væggene igen. Derfor blev tapeterne ofte flyttet til mindre rum, hvor de bedre kunne dække. Således er mængden af gyldenlæder svundet ind, men der er stadig rige muligheder for at se disse festlige tapeter i Danmark. Udvalgte steder:
- Rosenborg Slot: her findes adskillige tapeter, hvor af nogle dog er overførte fra Frederiksberg Slot.
- Nationalmuseet har også gyldenlæderstapet i sine samlinger, hvoraf nogle stykker stammer fra Favervraa ved Christiansfeld.
- Frederiksborg Slot havde tidligere 9 rum dækket med gyldenlæder. Hvad der end havde måtte være tilbage af disse, så brændte rester sammen med slottet i 1859. Hvad der findes på stedet i dag er hentet fra andre steder efter Frederiksborgmuseet åbnede.
- Voergaard har i den såkaldte Guldstuen fine og meget velbevarede gyldenlæderstapeter.